# 武蔵野大学附属幼稚園
武蔵野大学附属幼稚園（むさしのだいがくふぞくようちえん）は、東京都西東京市新町に所在する私立幼稚園。浄土真宗本願寺派の幼稚園であり、仏教をバックボーンにした教育を行っている。龍谷総合学園グループに属する。

## 沿革
- 1924年（大正13年） -  武蔵野女子学院を築地本願寺内に創設。
- 1929年（昭和4年） - 築地より現在地へ移転。
- 1967年（昭和42年） - 武蔵野女子学院幼稚園開園。
- 1986年（昭和61年） - 園名を武蔵野女子学院幼稚園から武蔵野女子大学附属幼稚園に変更。
- 2003年（平成15年） - 園名を武蔵野女子大学附属幼稚園から武蔵野大学附属幼稚園に変更。

## 所在地
武蔵野大学武蔵野キャンパス内に所在し、構内には武蔵野大学と武蔵野大学中学校・高等学校が併設されている。
- 東京都西東京市新町1-1-20